# Offensive de Gorlice-Tarnów
Première Guerre mondiale
Batailles
Front d'Europe de l’Est
- Stallupönen (08-1914)
- Gumbinnen (08-1914)
- Tannenberg (08-1914)
- Île d'Odensholm (08-1914)
- Lemberg (08-1914)
- Krasnik (08-1914)
- Komarów (08-1914)
- Lacs de Mazurie (I) (09-1914)
- Przemyśl (09-1914)
- Vistule (09-1914)
- Łódź (11-1914)
- Limanowa (12-1914)
- Bolimov (01-1915)
- Zwinin (02-1915)
- Lacs de Mazurie (II) (02-1915)
- Przasnysz (02-03-1915)
- Schaulen (04-07-1915)
- Gorlice-Tarnów (05-1915)
- Boug (06-08-1915)
- Narew (07-08-1915)
- Novogeorgievsk (08-1915)
- Varsovie (08-1915)
- Sventiany (09-1915)
- Lac Narotch (03-1916)
- Offensive Broussilov (06-1916)
- Offensive de Baranavitchy (07-1916)
- Turtucaia (09-1916)
- Offensive Flămânda (09-1916)
- Argeș (12-1916)
- Offensive Kerenski (07-1917)
- Bataille de Riga (09-1917)
- Opération Albion (09-10-1917)
- Mărășești (08-1917)
- Traité de Brest-Litovsk (03-1918)
- Traité de Brest-Litovsk (03-1918)
- Bakhmatch (03-1918)

Front d'Europe de l’Ouest
Front italien
Front des Balkans
Front du Moyen-Orient
Front africain
Bataille de l'Atlantique
L'offensive de Gorlice-Tarnów est une offensive de la Première Guerre mondiale menée par l'Allemagne pour atténuer la pression russe sur l'Autriche-Hongrie. Elle marque un tournant sur le front de l'Est. Les Allemands, appuyés par les Autrichiens, y sont victorieux, arrivant à effectuer une percée rapide dans les défenses ennemies et à faire reculer les Russes sur près de 150 km. Elle constitue la première phase de la bataille de Varsovie (pour les Russes, la Grande Retraite) où les Empires centraux, au cours de l'année 1915, vont reprendre la Galicie et occuper la Pologne russe, la Lituanie et une partie de la Biélorussie et de la Lettonie.

## Contexte
Au début de l'année 1915, le haut état-major allemand et le haut-commandement austro-hongrois changent de stratégie dans la gestion globale du conflit, accordant désormais la priorité aux opérations sur le front de l'Est, satisfaisant ainsi la demande de Paul von Hindenburg et de Conrad von Hötzendorf, chef de l'état-major général austro-hongrois. De plus, Erich von Falkenhayn semble conscient de l’impossibilité de vaincre la France si une forte pression russe continue d'exister sur le flanc Est des puissances centrales. Ce n'est qu'à la suite des refus répétés du tsar Nicolas II de négocier une paix séparée avec les puissances centrales, que le chancelier allemand Bethmann-Hollweg, appuyant les militaires, décide de consacrer l'essentiel de l'effort militaire allemand au front de l'Est pour amener la Russie à sortir du conflit, soit par des succès militaires, soit en encourageant les mouvements révolutionnaires ou sécessionnistes sur les marges de l'empire russe. À partir du mois de décembre 1914, répondant aux demandes des populaires Paul von Hindenburg et Erich Ludendorff, Erich von Falkenhayn, chef de l'état-major général allemand, opère de larges transferts de troupes en direction du front oriental afin de constituer une masse de manœuvre en vue d'une offensive de rupture du front russe : sont ainsi déplacées d'Ouest en Est les effectifs de 14 divisions.

## Préparation
Après avoir tiré les leçons de l'échec des offensives de dégagement de la citadelle assiégée de Przemyśl, lancées au début du printemps, les deux états-majors allemand et autrichien planifient conjointement une offensive de rupture sur le point faible du front russe, la région de Ternopil. 

### Plans de campagne
Au milieu du mois d'avril, les plans sont définitivement arrêtés et approuvés. Planifiée par Conrad, l'offensive fixe pour objectifs principaux les moyens ferroviaires utilisés par l'armée russe pour son ravitaillement, principalement les gares de triage, les gares de croisement et les voies ferrées.

### Commandement
L'exécution des plans, élaborés en commun d'après les directives de Conrad, est confiée à August von Mackensen, sous les directives directes du commandement austro-hongrois, les ordres donnés par le groupe d'armées von Mackensen devant cependant être contresignés par les deux états-majors.

### Unités engagées
Pour réussir l'offensive planifiée, il dispose d'une armée composée de 18 divisions, parmi lesquelles on compte 2 divisions de cavalerie et 16 divisions d'infanterie dont 6 issues de l'armée allemande ; il dispose également des renseignements obtenus par le service d'espionnage militaire de la double monarchie, en pointe dans le domaine des écoutes et dans le déchiffrement de tous les codes utilisés par les Russes et par le réseau de renseignement entretenu dans les territoires conquis par les Russes.

## Déroulement

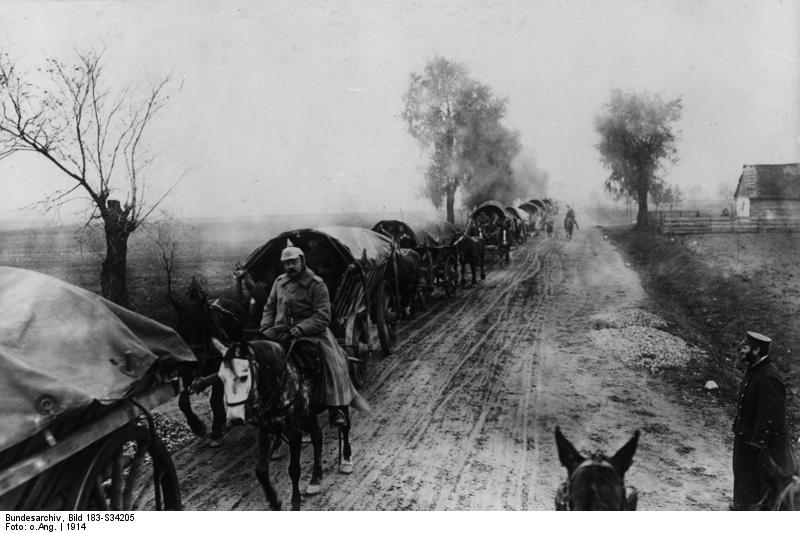
Colonne allemande montant vers le front, 1914

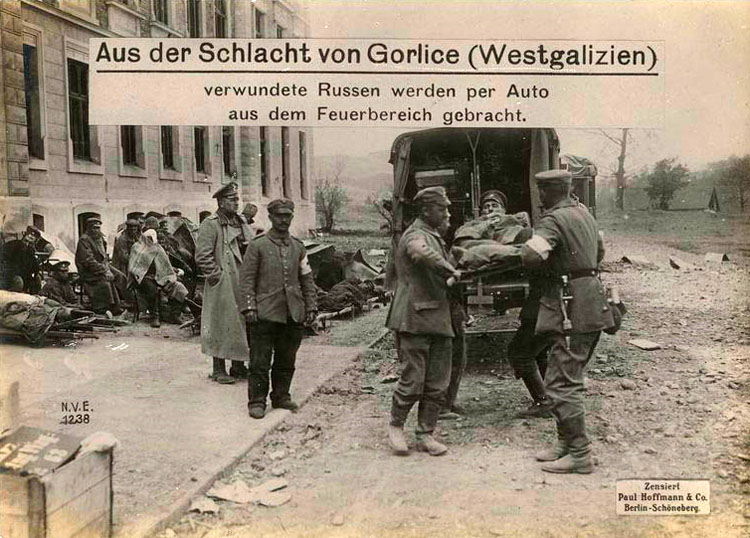
Blessé russe évacué par ambulance à Gorlice, 1915

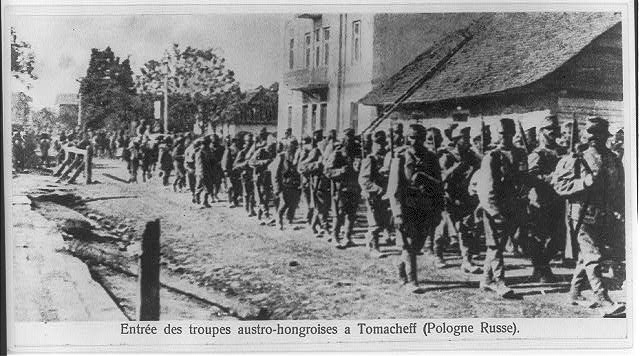
Entrée des troupes austro-hongroises a Tomacheff (Pologne russe) en 1915.

August von Mackensen lance l'offensive à partir du 2 mai 1915 sur un front de 80 kilomètres de long, entre la Vistule et les Carpates et conçoit ce premier coup de boutoir comme le moyen de menacer les lignes d'approvisionnement russe.
Elle débute par une importante préparation d'artillerie, menée par près de mille canons lourds ; la rupture est obtenue le surlendemain, le 4 mai ; les Russes se replient sur la ligne du San, entre la Vistule et les Carpates. La rupture obtenue, la poursuite commence, avec une armée russe sans cesse en mouvement, contrecarrant toutes les tentatives d'encerclement, contre-attaquant avec beaucoup de mordant à chaque occasion. 
Le succès des opérations au sol est aussi rendu possible par l'incapacité de l'armée russe à déployer dans le ciel des avions d'observations, au contraire des Allemands et des Austro-hongrois qui disposent de moyens aériens importants pour tenir en échec les faibles unités aériennes russes, rapidement expulsées du ciel.
Les forces allemandes, occupant le centre du front, enfoncent rapidement les lignes russes, permettant aux Austro-Hongrois sur les ailes de repousser la IIIe armée de Dimitriev. Le renfort, côté russe, de deux divisions n'a aucun impact sur le déroulement de l'attaque allemande, qui balaie les défenses adverses rapidement. De plus, la Galicie est totalement libérée de la présence russe, Przemyśl est reconquise le 2 juin, Lemberg le 22.
À partir du mois d’août, Hindenbourg et Ludendorff, les concepteurs allemands de l'offensive, multiplient les demandes de renforts, refusées par Erich von Falkenhayn, alors chef d'état-major allemand, ces derniers recevant la consigne de mener leur offensive comme ils le souhaitent, mais avec les moyens dont ils disposent ; aux yeux de l'OHL, l'offensive a en effet rempli ses objectifs, éloigner la pression russe de la Prusse orientale et de la Hongrie. 
Finalement, après avoir reçu des renforts considérables de la 8e, 10e et 12e armée, l'offensive se poursuivit jusqu'au mois d’août, jusqu'au moment où le commandement allemand décide d'y mettre fin, aboutissant à la prise de Kovno le 17 août et de Brest-Litovsk le 26. La Pologne est aux mains des empires centraux. Au total, certaines unités russes ont reculé de plus de 500 km depuis le début de la guerre.

## Bilan et conséquences

### Bilan militaire

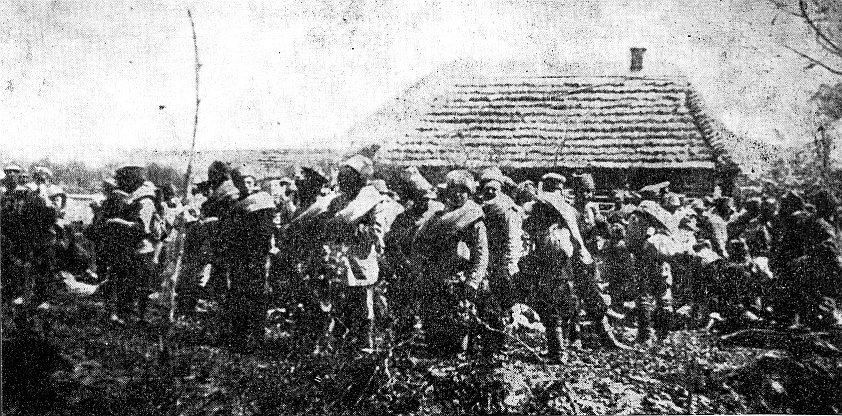
Prisonniers russes après la bataille de Gorlice, 1915

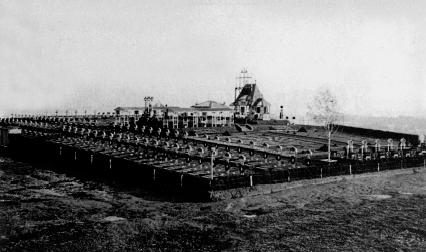
Cimetière militaire no 91 de Gorlice, Première Guerre mondiale

Cette opération de grand style, qui s'étale sur plus de deux mois, constitue la plus éclatante victoire de toute la Première Guerre mondiale pour les Allemands et leur allié austro-hongrois. Le succès rencontré dans cette opération aboutit non seulement à éloigner la pression russe de la plaine hongroise, menacée depuis l'automne 1914 depuis le front des Carpathes, mais aussi à saigner l'armée russe, l'obligeant à envoyer face aux troupes austro-allemandes des soldats peu ou pas du tout instruits. 
Prolongée pendant tout l'été par la bataille de Varsovie et ses suites, cette opération aboutit à repousser le front russe de plusieurs centaines de kilomètres, permettant aux troupes allemandes et austro-hongroises non seulement de s'emparer de vastes portions de la Biélorussie, après avoir conquis la totalité de la Pologne au cours du mois d’août, mais aussi de libérer la Galicie austro-hongroise en écartant temporairement toute menace russe, à la grande joie des populations galiciennes.
À ce succès territorial s'ajoutent des conséquences sur les effectifs mis en ligne par le commandement russe : pendant toute la durée de l'opération, l'armée russe a perdu plus 1,5 million de soldats, tués, blessés ou prisonniers, représentant près de la moitié des effectifs combattants avant le conflit. Ces pertes sont comblées par l'appel à des hommes peu ou mal formés, entraînant une baisse irrémédiable des capacités de combat de l'armée de campagne russe.

### Impact politique et stratégique

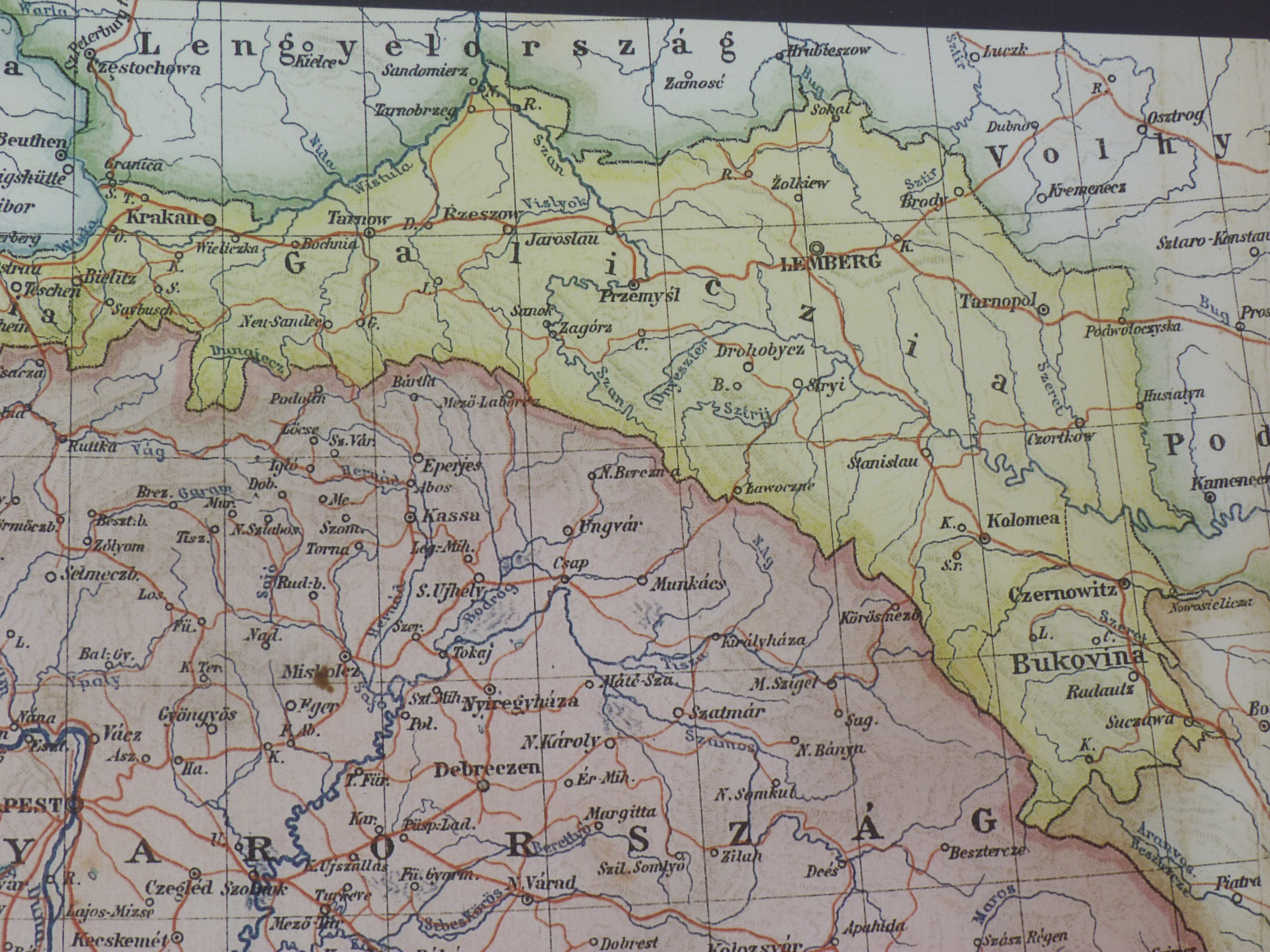
Galicie et Bucovine austro-hongroises

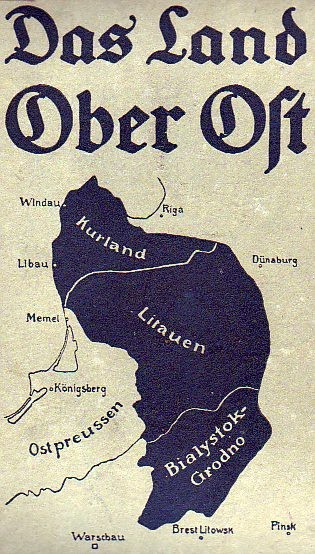
les territoires régis par l'Ober Ost.

À la suite des défaites répétées contre les Allemands et les Austro-Hongrois, le tsar Nicolas II limoge le grand-duc Nicolas Nikolaïevitch et prend le commandement direct des armées, persuadé de faire son devoir envers l'Empire russe. Cette décision, annoncée au conseil des ministres le 6 août 1915, y provoque la consternation parmi les ministres, dont huit qui désapprouvent ouvertement la décision impériale.
Ce succès austro-allemand non seulement facilite les négociations en cours pour l'entrée de la Bulgarie aux côtés des puissances centrales, mais aussi modifie les relations entre l'Allemagne et l'Autriche-Hongrie.
Au cours de l'été 1915, les victoires des puissances centrales en Russie contribuent à accélérer l'intervention bulgare aux côtés des Empires centraux, comme le présume Conrad, lorsqu'il fixe, parmi ses objectifs le dégagement de Przesmyl assiégée par les troupes russes, qualifiant ce dégagement d'« événement de portée mondiale ». Parallèlement à ces négociations avec les Bulgares, Bethmann-Hollweg, chancelier du Reich, tente de renouer à plusieurs reprises, en juin, en juillet puis en août 1915, le contact avec le Tsar, en vue de négocier une paix séparée. 
De plus, la conquête de territoires russes, la Pologne russe, la Lituanie et la Courlande, incite l'Allemagne et l'Autriche-Hongrie à mettre en place une administration plus pérenne des territoires conquis. Sont ainsi mises en place deux structures destinées à la gestion administrative des territoires conquis sur l'empire russe : le gouvernement général de Varsovie et l'Oberost. Ces territoires font aussitôt l'objet de tractations entre les deux alliés, Burian, ministre austro-hongrois des affaires étrangères, se montrant partisan d'un État polonais autonome sous contrôle austro-hongrois tandis que l'Allemagne étendrait sa tutelle sur les pays baltes,.
De plus, au fil des opérations engagées au cours de cette offensive, les armées allemandes et austro-hongroises sont de plus en plus imbriquées au sein d'un front étayé par des armées composées d'unités mixtes. Préparée par Conrad et l'état-major austro-hongrois, exécutée par Von Mackensen,, cette offensive est exécutée sur le terrain par une armée de 18 divisions, dont 6 issues de l'armée allemande et les autres de la 4e armée austro-hongroise. Cette imbrication participe à l'accélération de la mise sous tutelle de la double monarchie par le Reich.
Dans la monarchie danubienne, la libération de la Galicie crée de grandes scènes de liesse en Autriche comme en Hongrie, les conséquences des défaites de 1914 se trouvant effacées par ce succès austro-allemand.
Enfin, à la demande de la Russie, les Alliés multiplient les attaques sur d'autres fronts, afin de soulager les unités russes ; ainsi, dès le mois de mai, Joffre, dans un premier temps dans les conférences d'état-major, puis dans un second temps sur le terrain, multiplie les attaques contre les positions allemandes en Champagne, tandis que les Italiens et les Serbes sont sollicités afin de soulager le front russe, les premiers répondent favorablement, les seconds, manifestant leur mécontentement face aux clauses du traité de Londres, ne lancent pas l'offensive planifiée à Paris.